# Paisaje Social

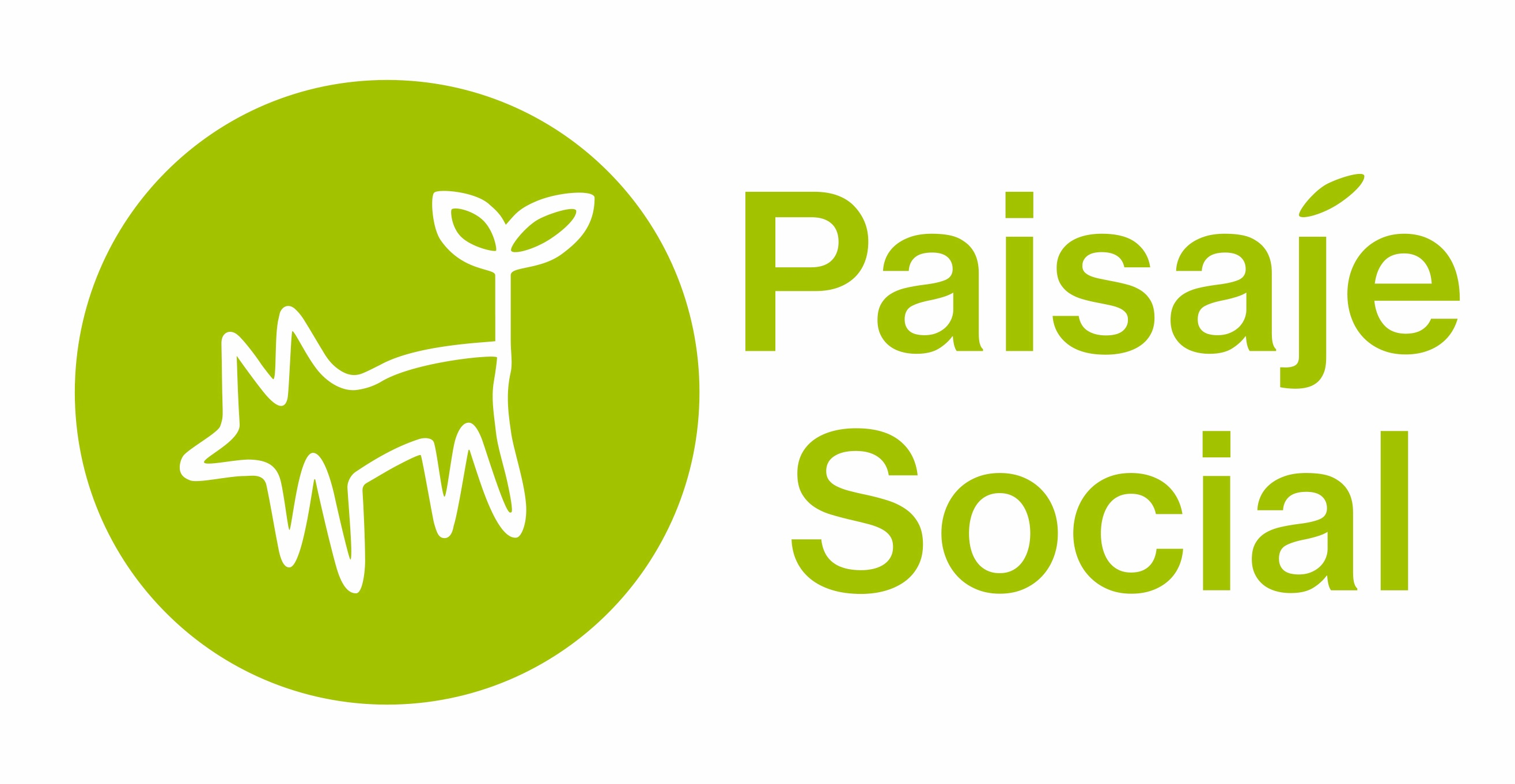
Logotipo de 2022.

Paisaje Social es una asociación civil mexicana sin fines de lucro dedicada a la promoción de actividades artísticas con poblaciones socialmente vulnerables, como lo son: niños, adolescentes y adultos mayores en situación de abandono; que viven en instituciones de asistencia pública o privada, o en colonias populares donde la oferta cultural es nula. Está fundada por la artista visual y gestora cultural, Miho Hagino;  así como por el arquitecto Taro Zorilla. Ellos, en conjunto con un grupo de artistas y profesionales de distintas disciplinas; trabajan desde 2009 para crear plataformas artísticas de acercamiento principalmente con comunidades socialmente vulnerables, con la finalidad de "crear un ambiente ideal de desarrollo para la sociedad, reforzando las relaciones interpersonales a través del poder del arte" 

## Programas

### TallerJARDINCITO
Constituyen una amplia serie de talleres artísticos, actividades culturales o de enseñanza de oficios y conocimientos. Realizados desde 2009 hasta la fecha, en distintas instituciones, casas hogar y albergues: a menudo en instituciones de asistencia privada o pública que atiendan poblaciones de adultos mayores, adolescentes o niños en situación de abandono. Así como en comunidades que reciben poca oferta cultural y están conformadas por sectores populares, de clase media baja. Los Talleres JARDINCITO conforman hasta la fecha la actividad más importante de la fundación, cuyo objetivo principal es "reforzar las relaciones interpersonales utilizando el arte como medio para que se genere una comunicación fluida y de ahí generar cambios. El arte como objeto de cambio." 
Taller JARDINCITO ha sido impartido en:
- Fundación Quiéreme y Protégeme A.C. (2010-2014).
- Fundación Mundet (2011).
- Museo Universitario Arte Contemporáneo (MUAC) (2011-2017).
- Plenitud en Armonía A.C. (2011-2013).
- Padhia San Ángel (2011-2013).
- Fundación Mier y Pesado (2012).
- CAIS Azcapotzalco (2013-2017, 2021).
- Casa del Lago, UNAM (2015).
- CAIS Villa Mujeres (2015 - 2019).
- Museo Franz Mayer (2017).
- CAIS Coruña Jóvenes (2017 - 2021).
- Fundación Pro Niños de la Calle, I.A.P. (a partir de 2021).
- Comunidad de niños y adolescentes en la Colonia Observatorio (a partir de 2021).

### Laboratorio Paisaje Social
Es un seminario teórico-práctico de experimentación sobre Arte-Educación y Arte Social, dirigido a artistas y gestores culturales para el intercambio de conocimientos, experiencias y metodologías aplicadas a proyectos en comunidad. Está dirigido a jóvenes artistas y gestores culturales de diversos estados de la República Mexicana y el extranjero. Se ha llevado a cabo en Guanajuato, Guadalajara, Campeche, Durango, Ciudad de México y Pachuca; así como en Japón y Costa de Marfil.
El laboratorio ha sido impartido en:
- Instituto de Arte, Universidad Autónoma del Estado de Hidalgo (2019).
- Laboratorio Arte Alameda, Alumnos 47, Museo Universitario Arte Contemporáneo; Ciudad de México (2018).
- Para la Comunidad de Trinchera: Gómez Palacio, Durango (realizado en Ciudad de México, 2018).
- Abidjan Green´ Arts, Abidjan, Costa de Marfil (2018).
- Comunidad de artistas fotógrafos: Col. El Mirador, Campeche (2015).
- Comunidad de Fotógrafos jóvenes: Campeche (2014).
- Universidad de Diseño de Kobe, Japón (2014).
- FESTA, Guadalajara, Jalisco (2014).
- Ala Blanca Festival, organizado por el artista Felipe Ehrenberg, Guanajuato (2011).

Colaboradores de Laboratorios Paisaje Social (Organización)
Aisel Wicab, Ana Montiel, Anel Jiménez, César Augusto Heredia, Claudia Carranco, Cristina Blanco, Doris Zendejas Reynoso, Felipe Ehrenberg, Gina Tovar, Ingrid Suckaer, Janine Rincón, Joao Rodríguez, Leslie García, Luis Carlos Hurtado (Mondaocorp), Luis Felipe Guerrero Agripino, Mariana Morales, Miguel Ledezma, Miho Hagino, Miki Yokoigawa, Miriam Barrón, Mónica Ashida, Natsumi Baba, Romelia del Socorro Dzib Cruz, Sandra Garibaldi.

### Radio Paisaje Social
Programa de radio realizado de 2011 a 2017, transmitido vía internet. En dicha emisión se abordaron diversos temas que iban desde la promoción de proyectos de arte comunitario, difusión de derechos humanos, temas de migración y diversidad cultural. La realización de este programa fue posible a una colaboración de Paisaje Social con Radio Raíces de la Secretaría de Desarrollo Rural y Equidad para las Comunidades (SEDEREC) del gobierno de la Ciudad de México.
Colaboradores de Radio Paisaje Social
Locución: Ana Montiel, Cony Landa, Cuauhtémoc Kamffer, Ingrid Suckaer, Jesús Cruzvillegas, Miho Hagino, Peter Eversoll, Sol Aréchiga.
Producción y coordinación: Alejandro Marín, Felipe Furlafa Zarate, Fernando Jiménez Ramos, Jakovo Orozco, Jesús Escamilla, Joaquín Domínguez Vázquez, Tamara Barra.

### Colaboraciones en proceso
A partir de 2020, en las comunidades de Colón (estado de Querétaro, México) y Orizabita (estado de Hidalgo, México) se ha desarrollado una colaboración con comunidades locales para fomentar la recuperación de patrimonio cultural y el desarrollo sustentable.

## Equipo desde 2020
- Miho Hagino: Artista visual. Dirección general.
- Taro Zorilla: Arquitecto. Subdirección.
- Mariana Morales: Curadora y gestora cultural. Coordinadora de proyectos, Paisaje Social Querétaro.
- Sara Cornejo: Artista visual, educadora en artes. Asistente de coordinación.
- Claudia Soriano: Fotógrafa. Difusión, registro fotográfico y video.
- Katsumi Nakatake: Fisioterapeuta. Coordinadora de proyectos, Paisaje Social Hidalgo.
- Maiko No: Trabajadora social. Administradora.

## Colaboradores
A continuación un listado de personas que han colaborado a lo largo de diez años.

### Artistas y educadores enTaller JARDINCITO
Abigail Nieves, Alberto Peraza Ceballos, Ana Claudia Narváez, Ana Laura Landa Chávez, Andrés Villalobos, Armando Gómez, Carlos Cano Conde, Carlos de la O., Carlos Jaurena, Caterina Viterbo, Cecilia Andalón, Cristina Blanco, Cynthia Franco, David Muñoz, Devil Duck, Diana Blanquet, Diana Olalde, Diego Montero, Eder Castillo, Eiko Matsui, Elisa Navarro, Erick Puertas Tagle, Erick Rivera, Felipe Zúñiga, Fito Valencia, Flore Nové-Josserand, Fru Trejo, Gabriela Arellano San Pedro, Genaro López, Gerardo Betancourt Alvear, Gerardo Romi, Guille López, Gitte Bog, Himiko Takasawa, Hiroshi Okuno, Hugo Durán, Humberto Reynoso Jaramillo, Ikuko Kon, Ingrid Cota Morgan, Israel Hernández de la Paz, Jessica Andrea Sánchez, Joao Rodríguez, Juanpablo Avendaño, Kodai Kita, Kyoko Mikami, Leilani Cruz, Lorena Harp, Luis Pablo Osorio, Luisa Correa, Luz Reyes, María Teresa Farfán, Maribel Pórtela, Mario Barrios, Meli Riestra, Miho Hagino, Minerva Cuevas, Miyuki Iwakuma, Nancy Amado Soto, Natsumi Baba, Olinka Solórzano, Omar Quintanar, Oscar Padilla Rodríguez, Oswaldo Salvador Alba Chávez, Paola De Anda, Rebeca Marcos, Roberto De la Torre, Rodrigo Suárez, Rodrigo Zombra, Rolando Guzmán, Roy Haas & the Black Lotus, Ruth Avilés Banda, Saki Sumida, Santi-G, Sara Cornejo, Saúl Gómez, Sebastián Ospina, Sae Hoshino, Sofía Echeverri, Sonia Gama, Steve Anaya, Susana Lucio, Vanessa Fenton, Varinia del Ángel Muñoz, Xavier Rodríguez, Xihuitl Román, Ximena Alarcón, Yvonne Dávalos Dunning.

### Semilleros (voluntarios)
Abdel Aguirre, Ana Cardona, Ana Cerillos, Ana Giselle Rodríguez, Anna Saito, Anne-Pia Lachmann, Asuka Takamatsu, Cony Landa Vallejo, Diego Herrera Ruiz, Dulce Sierra López, Gabriela Almaraz, Gabriela Arellano San Pedro, Jessica Gingles, Jorge Viveros Zaragoza, Kodai Kita, Miriam Corona, Miyuki Iwakuma, Miyuki Koga, Rikiya Iwakuma, Sachiko Furukawa, Seiko Yamamoto, Silvia Herrasti, Viridiana Buchanan Soria, Yasuo Nakano, Yumiko Mizutani.

### Personal de instituciones, espacios y empresas
Aidee Vidal, Aldo Ramos, Aurora Noriega, Azumi Akai, David Nolasco, Diana Ramírez, Eduardo Limón, Elizabeth Tello, Emilio Aguirre, Erika Jiménez Sandoval, Francisco Rodríguez Estrada, Gabriela Hernández, Gina Moreno López, Heidi  Siegfried, Horacio Correa, Indira Santos, Irene Gutiérrez, Itzel Santana Toriz, Isabel Canchola Bravo, Iván Avilés, Javier Guillermo Veléz Silva, Jessica Forero, Judith Martínez, Karen Metztli, Kazuko Nagao, Kazuko Takeda, Larisa Rangel Silva, Lilia Polanco, Lucía García Ríos, Lucila Oropeza, Marco Antonio Alegría González, Mario Barrios, Martha Elena Pérez Vázquez, Matzuko Nishijima, Miriam Barrón, Moisés García, Paco Ignacio Taibo II, Patricia Álvarez, Rosita, Toru Maruno, Úrsula Forero, Vanessa Gómez, Viridiana Díaz, Yolanda Romero, Yuko Haga.

### Planeación, asesoría, difusión, eventos especiales
Alejandro Bruckner, Alejandro Rincón Gutiérrez, Álvaro Villalobos, Ana Claudia Narváez, Ana Montiel, Anahí Hernández Galaviz, Andrea Paash, Anel Jiménez, Anni Raw, Antonio Díaz-Cortez, Areli Vargas Colmenero, Bárbara Perea, Bertha Morales, Bertha Soriano, Biiniza Carrillo Medina, Carlos Galindo, Carlos Rojas, Carolina de la Cuerda, Catalina Escamilla, Catalina Restrepo, César Augusto Heredia, Cosijopii Gusiubí Ahuízotl, Cuauhtémoc Kamffer, Daniel Núñez Pérez, Devil Duck, Edith Pons, Eduardo Herrera, Erin Araujo, Estíbaliz Igea, Felina Santiago, Fumiyasu Taniguchi, Gabriela Zorrilla, Gina Tovar, Gonzalo Ortega, Gorka Larrañaga, Hipatia Palacios, Ingrid Suckaer, Isaac Bañuelos, Israel Mora Lara, Iván Aguirre, Iván de Jesús Ontiveros, Iván Gómez, Iwao Kawasaki, Jessica Shao, Jesús Cruzvillegas, Jesús Escamilla, José Luis Viesca, Juan José Martín Andrés, Juanpablo Avendaño, Julián Rodrigo Monroy, Karina Boco Basok, Karla Mellado Martínez, Kathrin Herold, Leticia Montaño, Lizette Anaid Santiago Valdivieso, Mai Elissalt, María Urquiza, Mariana Chávez-Lara, Mariko Sugita, Marta Riestra, Meli Riestra, Mónica Rodríguez Sánchez, Natsumi Baba, Pablo Ramírez, Raúl García, René Hayashi, Roberto Morales, Roberto de la Torre, Sachiko Furukawa, Sachiko Uchiyama, Sandra Garibaldi, Satomi Miura, Shikine Watanabe, Sol Aréchiga, Yasuaki Yamashita, Yuko Akachi, Zaida Ríos, Zindhy Miyake.